# Liquore di genziana
Il liquore di genziana è uno dei prodotti agroalimentari tradizionali italiani riconosciuto dal Ministero delle politiche agricole alimentari e forestali, tipico delle regioni Abruzzo e Lazio. Fa parte dei Prodotti agroalimentari tradizionali abruzzesi.
Il liquore viene consumato specialmente come amaro e digestivo.

## Produzione

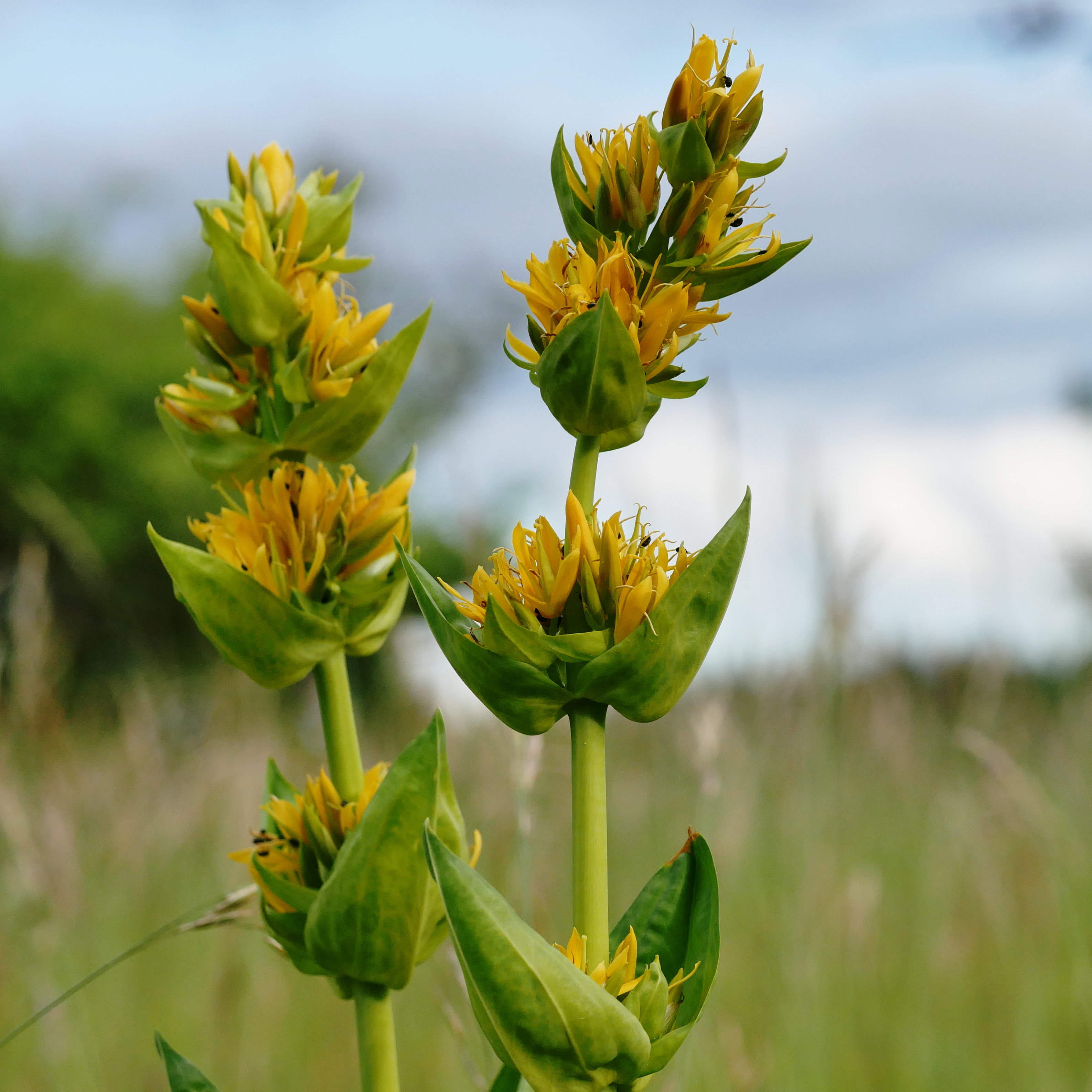
Gentiana lutea

Viene prodotto nelle zone montane della regione Abruzzo e in provincia di Rieti, per infusione delle radici della Genziana maggiore in alcool etilico puro oppure in vino bianco secco, dove rimane a macerare per almeno 40 giorni.